# Рятуш
Рятуш (баш. Рәтүш) — деревня в Нуримановском районе Республики Башкортостан Российской Федерации. Входит в состав Новосубаевского сельсовета. 

## География

### Географическое положение
Через деревню протекает реку Ретуш.
Расстояние до:
- районного центра (Красная Горка): 28 км,
- центра сельсовета (Новый Субай): 12 км,
- ближайшей ж/д станции (Иглино): 78 км.

## Население
| 2002 | 2009 | 2010 |
| ---- | ---- | ---- |
| 13   | ↘11  | ↘7   |

Национальный состав
Согласно переписи 2002 года, преобладающие национальности — татары (61 %), башкиры (31 %).